# Matilde Ucelay Maórtua
Matilde Ucelay Maórtua (Madrid, 1912 - Madrid, 24 de novembre de 2008) va ser la primera arquitecta titulada espanyola i Premi Nacional d'Arquitectura d'Espanya el 2004.

## Biografia
Filla gran del matrimoni format per l'advocat Enrique Ucelay Sanz i Pura Maórtua Lombera. Les seves germanes van ser Luz, Margarida (mare de l'historiador Enric Ucelay-Da Cal) i Carmen Ucelay. Pura Maórtua, que era gran amiga de Federico García Lorca, va pertànyer al Lyceum Club i va ser fundadora de la companyia de teatre Anfistora.
Va estudiar batxillerat a l'Institut Escola amb excel·lents qualificacions acadèmiques, a més de la carrera de piano. El 1931 va ingressar a l'Escola d'Arquitectura de la Universitat de Madrid juntament amb Lali Úrcula, que no va acabar la carrera, i Cristina Gonzalo. Matilde Ucelay va realitzar dos cursos en un, juntament amb Fernando Chueca Goitia, motiu pel qual va acabar la carrera un any abans del previst. En els seus primers anys d'estudiant va ser membre actiu de la Federació Universitària Escolar (FUE). Va acabar la carrera al juny de 1936.
El 10 de juliol de 1936 a l'Hotel Nacional els seus companys i amics li van rendir un homenatge com a primera llicenciada en arquitectura d'Espanya en un acte en el qual va estar present el també arquitecte Amós Salvador Carreras, llavors Ministre de Governació. A aquest homenatge van assistir importants figures de l'època, com l'arquitecte Teodoro d'Anasagasti. En 1936 va ser l'única dona membre de la Junta de Govern del Col·legi Oficial d'Arquitectes de Madrid, en la qual va exercir el càrrec de secretària des del mes d'agost fins al mes d'octubre o potser novembre, data en la qual es va traslladar amb la seva família a València. En aquell moment al seu pare se li havia gangrenat una cama i havia rebut amenaces, per la qual cosa la permanència a Madrid es feia perillosa i la família va decidir traslladar-se a la ciutat llevantina.
El gener de 1937 es va casar a València amb José Ruiz Castillo, advocat i funcionari del Ministeri d'Agricultura, membre d'una coneguda família d'editors madrilenys. El seu pare era l'amo de Biblioteca Nova, la dirección de la qual va heretar el marit d'Ucelay. El matrimoni va tenir dos fills: José Enrique i Javier.
Una vegada finalitzada la guerra i a conseqüència de la seva participació en la Junta de Govern del Col·legi d'Arquitectes de Madrid el 1936, va ser jutjada diverses vegades en consell de guerra i depurada professionalment per la Direcció general d'Arquitectura, acusada de "auxili a la rebel·lió". En el judici van presentar testimoniatge a favor seu moltes persones, entre d'altres l'odontòleg Alberto Díaz. Va ser sentenciada el 9 de juliol de 1942 a inhabilitació a perpetuïtat per a càrrecs públics, directius i de confiança, amb prohibició per a l'exercici privat de la professió durant cinc anys i indemnització de 30 000 pessetes. El títol obtingut el 1936 no li va ser expedit oficialment fins a l'any 1946.
En la dècada de 1950 la seva candidatura a la junta directiva de l'Associació de Dones Universitàries, de la qual va ser fundadora amb el carnet número set, va ser vetada per les autoritats franquistes.
El 1998 l'Associació La Mujer Construye va fer un reconeixement públic de la seva figura per ser la primera dona llicenciada en arquitectura a Espanya. El 2004, va obtenir el Premi Nacional d'Arquitectura. Dos anys després, va participar en la Biennal de Venècia, en el pavelló España F (Nosotras las ciudades), representació d'Espanya en l'esdeveniment.
Va morir a Madrid el 24 de novembre de 2008.

## Obres
Al llarg d'una extensa vida professional de quatre dècades va realitzar al voltant de 120 projectes entre els anys 1940 i 1981. Els que va realitzar abans de 1945 no porten la seva signatura, sinó les d'amics com Aurelio Botella, que va signar els seus projectes mentre ella va estar inhabilitada. Els seus principals clients van ser persones de l'alta burgesia madrilenya, molts d'ells estrangers, i molts d'ells dones. La casa Oswald, de 1953, li va obrir les portes de l'alta societat. Es va especialitzar en l'arquitectura residencial de qualitat, dirigida a una clientela d'alt poder adquisitiu, grans mansions situades moltes d'elles a les millors zones de la capital. Va construir també una casa a Nova York per a la seva germana Margarida. Les seves cases destaquen per la cura en el detall, l'atenció a la vida de les persones en elles, i el prurit per donar la millor resposta arquitectònica a les necessitats del client.
- Casa Oswald, a Puerta de Hierro, a Madrid.
- Casa Bernstein.
- Casa Marichalar.
- Casa d'Ortega Espotorno.
- Casa Simone Ortega.
- Casa Benítez de Lugo, a Las Palmas de Gran Canaria.
- Casa Ucelay en Long Island.
- Llibreries Turner i Hispano-Argentina a Madrid.